# أكيرا أوياما
أكيرا أوياما (باليابانية: 青山士؛ بالكانا: あおやま あきら) هو مهندس مدني ياباني، ولد في 23 سبتمبر 1878 في إيواتا في اليابان، وتوفي بنفس المكان في 21 مارس 1963.